# Banjo-Pilot
Banjo-Pilot (à l'origine Diddy Kong Pilot) est un jeu vidéo de course développé par Rare et édité par THQ. Il est sorti en 2005 sur Game Boy Advance. Le jeu met en scène des personnages et des environnements issus de la série de jeux Banjo-Kazooie.

## Système de jeu
Banjo-Pilot est un jeu de course de karting qui met en scène des personnages et des environnements issus de la série de jeux Banjo-Kazooie. Le gameplay est similaire à celui de la série Mario Kart, mais se distingue de ce dernier par le fait que le joueur pilote des avions au lieu de go-karts.

## Développement
Le développement a connu plusieurs rebondissements, d'ordre juridique essentiellement. En 2001, le jeu alors nommé Diddy Kong Pilot devait se focaliser dans l'univers de Donkey Kong Country. Le gameplay devait reprendre dans sa grande majorité le principe du jeu Diddy Kong Racing sur Nintendo 64. En septembre 2002, le studio Rare fut racheté par Microsoft. Le contrat stipulait l'annulation de tous les jeux de la firme utilisant les personnages de Nintendo sauf Starfox Adventures, que l'équipe devait achever. Seul Diddy Kong constituait un souci juridique; il appartenait encore à Rare, et chacun des deux parties devait alors payer des royalties à l'un et à l'autre pour poursuivre leurs projets.
Étonnamment, Diddy Kong Pilot était uniquement suspendu mais pas arrêté, mais le studio ne pouvait pas le continuer, vu qu'il utilisait presque tous les personnages de la firme japonaise Nintendo. En 2003 construire, le jeu comprend trois équipes différentes: la "Team Kong" (constituée de Diddy Kong , Dixie Kong , Donkey Kong et de Funky Kong), la "Team Kritter" (constituée de Kritter , Klaptrap , Klump et de King K. Rool) et finalement, la "Team Cranky", dont le seul membre est Cranky Kong; il apparaît même dans les quatre emplacements des personnages.
En 2004, Nintendo a dû acheter le personnage, et Rare en contrepartie a pu poursuivre le jeu mais en l'état, l'univers a dû être abandonné, laissant place à celui de Banjo-Kazooie sous accord commun avec Microsoft et THQ. Le jeu sortit finalement après plusieurs reports l'année suivante sous le nom définitif Banjo-Pilot. Ce fut le dernier jeu sur l'univers de Banjo-Kazooie réalisé sur une console Nintendo, vu que la licence devient une exploitation commerciale à destination des consoles de Microsoft.

## Accueil
Le jeu reçoit un accueil partagé. Il obtient un score de 68 % sur Metacritic sur la base de 22 critiques. IGN considère Banjo-Pilot comme étant le deuxième meilleur jeu de course de la Game Boy Advance après Mario Kart: Super Circuit. Jeuxvideo.com souligne que, bien que le jeu ne soit pas aussi abouti que Mario Kart: Super Circuit, Banjo-Pilot reste « tout de même fort distrayant », appréciant au passage la jouabilité « plutôt originale grâce à la gestion de l'altitude ».